# 소 요시요리
소 요시요리(宗義和)는 쓰시마 후추 번의 15대 번주이다.

## 생애
분세이 원년(1818년) 8월 4일 제13대 영주 소 요시카타의 차남으로 태어났다. 처음에는 삼촌 나가쓰구 가타나오(暢孫質直,ながつぐ かたなお/ただなお)의 양자가 되었다가 다시 일족 · 히구치 가(樋口家)의 양자(양부는 소 요시나가의 아들 · 히구치 나가히데樋口暢英)가 되었다. 이 시대는 형으로 제14대 번주가 되었던 소 요시아야(宗義章)로부터 이름자 한 자를 받아 아야사다(章貞)라고 자칭하고 있었다. 그러나 덴포 13년(1842년)에 요시아야가 사망했기 때문에 그의 말기양자가 되어 가독을 상속하고 10 월에 종4위하 · 시종 · 쓰시마노카미(対馬守)에 서위, 임관되었고, 이름도 요시요리(義和)로 고쳤다. 히구치 가문은 동생 요리타다(和理(よりただ/よりまさ)가 이었다.
아버지의 시대부터 계속 번정의 혼란을 수습하기 위해 재정 재건을 중심으로 한 개혁을 행하지만 실패한다. 또한 세자로 정했던 요시노스케(善之丞, 훗날의 소 요시아키라)를 폐적(廃嫡)하고 자신이 총애하는 첩 · 미도리 사이에 태어난 아들인 가쓰치요(勝千代)를 세자로 삼고자 하여, 이 때문에 가쓰이 소동이 일어나게 된다. 가쓰치요가 안세이 6년(1859년)에 요절하면 요시아키라파가 반격, 다시 요시아키라가 세자가 되었고, 미도리와 그 지지파는 만엔 원년(1860년)에 쓰시마에서 추방되었다.
분큐 원년(1861년) 2월에 러시아 군함이 쓰시마 섬에 내항한 쓰시마 점령 사건을 계기로 에도 주재 쓰시마 가로 사스 이오리는 막부에 쓰시마 섬을 공의어료(公儀御料), 즉 쇼군 직할령으로 삼고 소 씨는 다른 영지로 전봉해달라고 비밀리에 탄원하지만 계획은 드러나, 지난해로부터 이어져온 후계자 싸움의 여파도 있고, 이오리는 존왕양이파의 의당(義党)에 의해 암살되었다. 이로 인해 추진력을 얻은 의당은 번정의 주도권을 잡고 분큐 2년(1862년)에는 조슈번 사이에 다이초 동맹(対長同盟)을 맺었다. 그리고 번정 쇄신을 이유로 의당은 요시요리에 대해서도 은거를 요구했다. 요시카즈는 12월 25일(이설로 분큐 3년(1863년) 1월 5일이라고도)에 요시아키라에게 가독을 물려주고 은거하게 되었다.
폐번치현 후 고모다미나토 신사(小茂田湊神社)의 궁사, 가이진 신사의 궁사, 나가사키 황전구구분소(皇典購究分所) 감독 등을 지냈다. 1885년(메이지 18년)에 정4위로 서임되었고, 1890년(메이지 23년)에 종3위로 승전하였으나, 8월 13일에 사망했다. 향년 73세였다.

## 영전
- 1885년(메이지 18년) 4월 13일 - 정4위[1]

## 계보
- 아버지 : 소 요시카타 (1800-1838)
- 어머니 : 겐(玄) - 다다 분쇼(多田文蔵)의 딸
- 양부: 나가쓰구 하타나오, 히구치 나가히데?, 소 요시아야(1818-1842)
- 정실 : 가요(嘉代) - 신라쿠인(信楽院), 아사노 나리카타(浅野斉賢)의 딸
- 측실 : 다미(民) - 가쓰이 고로키치(勝井五郎吉)의 딸로 가쓰이 고바치로의 여동생
  - 셋째 : 소 요시아키라(1847-1902)
- 후궁 : 모토(元) - 이노우에 사에몬(井上左衛門)의 딸
- 후궁 : 미도리(碧) - 慈碧文作의 딸
  - 남자 : 가쓰치요(? -1859)
- 후궁 : 미와(美和) - 시마이 요시고에몬(島井儀右衛門)의 딸
- 후궁 : 세이(世伊) - 야마구치 분자에몬(山口文左衛門)의 딸
- 후궁 : 나가루 씨(永留氏), 오가와 씨(小川氏)
- 생모 불명의 자녀
  - 남자 : 히코시치로(彦七郎)
  - 넷째 아들 : 하라 요리노리(原和徳)
  - 다섯째 아들 : 이노우에 가즈토요(井上和豊)
  - 여섯째 아들 : 구로다 요리유키(1851-1917) - 구로다 린코(黒田鏻子)의 입 남편
  - 일곱째 아들 : 사가 요리카즈(佐賀和一)
  - 여덟째 아들 : 니이 요리쿠니(仁位和邦)
  - 아홉째 아들 : 스기무라 요리하루(杉村和東)
  - 딸 : 요리코(和子) - 구조 미치타카의 정실
  - 딸 : 植子- 마쓰다이라 노부마사(松平信正)의 계실(継室)
  - 딸 : 난바 무네노리(難波宗礼)의 아내

## 이름자를 받은 인물
- 히구치 요리타다(樋口和理, 요리마사라고도 한다. 양자로 나갔던 요시요리가 소 씨 종가를 이어받게 되면서 동생인 요리타다가 히구치 집안을 이은 것이다)
- 하라 요리노리(原 和徳, 넷째 아들)
- 이노우에 요리토요(井上和豊, 다섯째 아들)
- 구로다 요리유키(黒田和志, 여섯째 아들) - 정실은 구로다 나오야스(黒田直和)의 딸 린코(鏻子)로, 소 씨 제37대 당주 소 다케유키의 아버지이다.
- 사가 요리카즈(佐賀和一, 일곱째 아들)
- 니이 요리쿠니(仁位和邦, 여덟째 아들)
- 스기무라 요리하루(杉村和東, 아홉째 아들)